# مقر الباب العالي

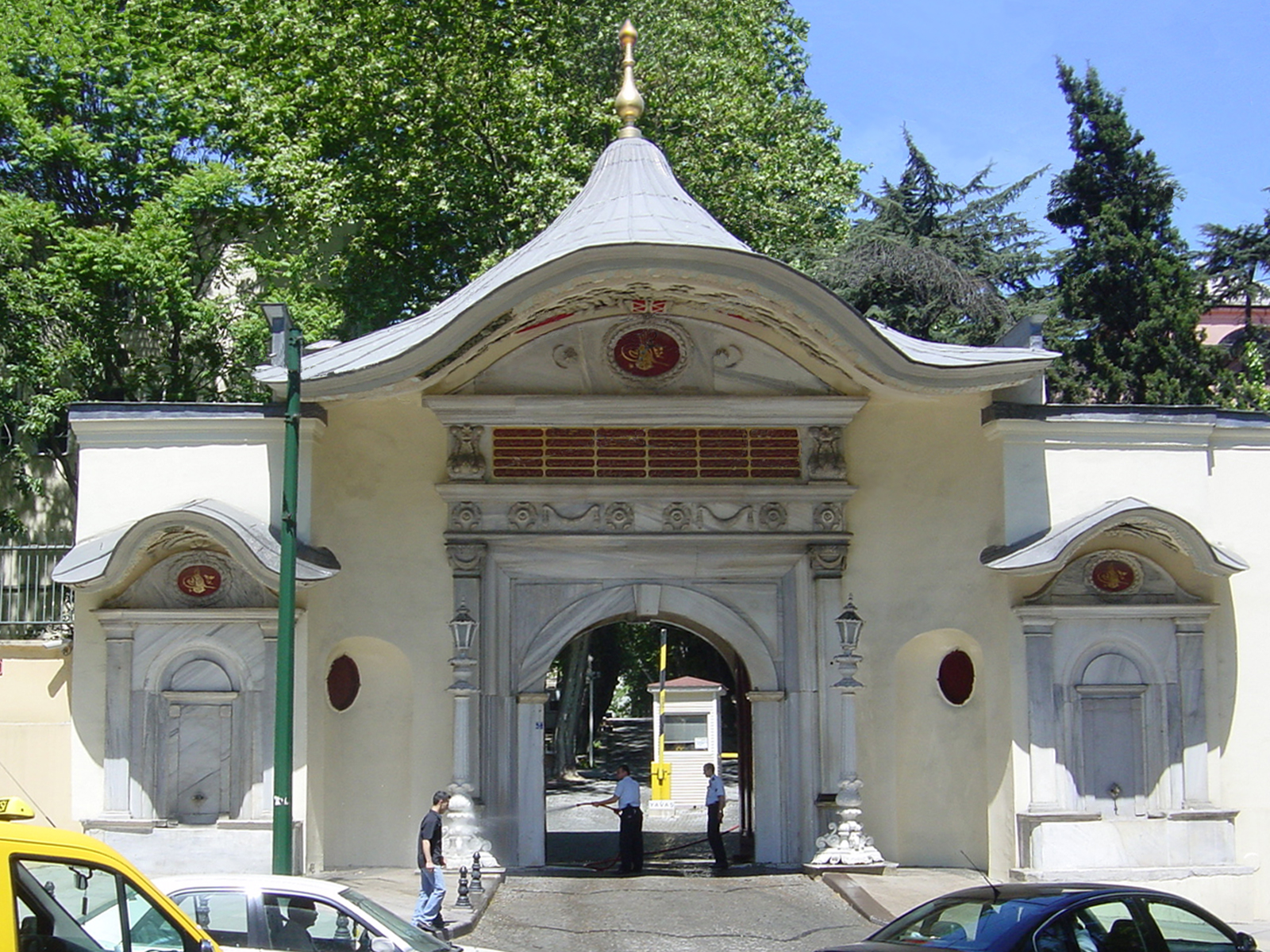
الباب العالي عام 2006م.

الباب العالي (بالعثمانية التركية: بابِ عالِی، Bâb-ı Âlî من العربية: الباب العالي) مقر الحكومة العثمانية أطلق عليه هذا الاسم بعد أن كان («ديوان همايون» أو الديوان الهمايوني أو الديوان السُلطاني) افتتحه محمد الفاتح بعد أن توسعت رقعة الدولة العثمانية، وكان يرأسه الصدر الأعظم.

## تاريخ المصطلح
ذُكر الباب العالي في كتاب الاعتبار لمؤلفه أسامة بن منقذ المتوفّى سنة 584هـ.، وفي عام 1654م، أنشأ السلطان محمد الرابع مقرّ الحكم لدولته العثمانية، ثم صار الباب الأعظم اسماً لمن يحكم به وهو الوزير الأعظم.